# I've Lost You
"I've Lost You" es una canción escrita por Alan Blaikley y Ken Howard (bajo el seudónimo 'Steve Barlby') para Iain Matthews. Se grabó originalmente en 1969 y se lanzó en el primer álbum en solitario de Matthews después de dejar Fairport Convention: Matthews' Southern Comfort. 

## Versión de Elvis Presley
"I've Lost You" fue versionada por Elvis Presley y lanzada como sencillo en julio de 1970, debutando en el número 85 de la lista de éxitos Billboard Hot 100 el 1 de agosto de 1970 y alcanzando el número 32 el 29 de agosto - 5 de septiembre de 1970.  Sin embargo, en la lista publicada por la revista Cash Box alcanzó el puesto número 18.  También se ubicó en el puesto número cinco en la lista Adult Contemporany. La canción se convirtió en un disco de oro.
Como sencillo recién lanzado, Presley lo incluyó en su repertorio durante su tercera temporada en Las Vegas (agosto/septiembre de 1970) y la versión del 12 de agosto Dinner Show se incluyó en la película de MGM Elvis: That's the Way It Is. 
En Canadá, "I've Lost You" alcanzó el puesto número 10 y permaneció dos semanas en esa posición.  También fue un éxito en la lista UK Singles Chart del Reino Unido, donde la carrera de Presley estaba en un gran resurgimiento, alcanzando el número 9 durante dos semanas en noviembre y diciembre. 
La canción podría verse como un reflejo del estado del matrimonio de Elvis con Priscilla Presley en el momento en que fue grabada (4 de junio de 1970).  

### Posicionamiento en listas
| Lista (1970)                             | Puesto |
| ---------------------------------------- | ------ |
| Australia                                | 6      |
| Bélgica                                  | 9      |
| Canadá RPM Top Singles                   | 10     |
| Alemania                                 | 40     |
| Países Bajos                             | 15     |
| Reino Unido UK Singles Chart             | 9      |
| Estados Unidos Billboard Hot 100         | 32     |
| Estados Unidos Billboard Easy Listening  | 5      |
| Estados Unidos Billboard Country Singles | 57     |
| Estados Unidos Cash Box Top 100          | 18     |